# Brzoskwinka
Brzoskwinka (Sanka) – potok, lewobrzeżny dopływ Sanki o długości 8,29 km i powierzchni zlewni 19,88 km².
Potok wypływa ze źródła Brzoskwinki w centrum wsi Brzoskwinia w Dolinie Brzoskwinki w powiecie krakowskim. Przepływa przez miejscowości: Brzoskwinia, Morawica i Cholerzyn. Jego dopływem jest Aleksandrówka.
Brzoskwinka jest potokiem o III klasie czystości wody.